# Lien Mermans
Lien Mermans, née le 27 septembre 1990, est une footballeuse belge. Elle évolue au poste d'attaquant au VC Moldavo et en équipe de Belgique.

## Biographie
Elle débute à Vlimmeren Sport et y reste après l'absorption du club par le Lierse SK. Elle remporte deux Coupes de Belgique avec Lierse. 
En 2016, à la suite de l'arrêt du Lierse SK, elle rejoint les rangs du KRC Genk Ladies. En 2018, elle prend une nouvelle orientation en allant au VC Moldavo en Championnat de Belgique D1.
Elle est internationale belge depuis 2009.

## Palmarès
- Vainqueur de la Coupe de Belgique en 2015 et 2016 avec le Lierse SK
- Finaliste de la Coupe de Belgique en 2018 avec le KRC Genk Ladies
- Finaliste de la Supercoupe de Belgique en 2012 avec le Lierse SK

## Distinctions individuelles
- Sparke 2017 de la meilleure joueuse